# حبة كاملة
| link = | هذه المقالة يمكن توسيعها اعتمادا على الترجمة في ويكيبيديا الإنجليزية. اضغط [هنا] للتعليمات. - تُعدُّ الترجمةُ الآليةُ من كوكل بمثابةِ نقطةِ انطلاقٍ مُفيدةٍ للترجمات، ولكن يَجبُ على المُترجمينَ مُراجعةُ الأخطاءِ الّتي قد تُصاحبُ الترجمةَ حسبَ الضرورة، والتأكيد على دقةِ الترجمة، بدلاً من مجردِ نسخِ النصِّ المُترجمِ آلياً إلى ويكيبيديا. - لا تُترجمِ النصَّ الذي يبدو غيرَ موثوقٍ أو مُنخفضَ الجودة. تَحقِّقْ من النص بالتأكدِ من المَراجعِ الواردةِ في المقالةِ باللغةِ الأجنبية «إذا كان ذلك مُمكناً». - يجب إضافة قالب {{صفحة مترجمة}} بعد الترجمة إلى صفحة نقاش المقالة لضمان الامتثال لحقوق النشر. - لمزيد من الإرشاد، انظر ويكيبيديا:ترجمة مقالات إلى العربية. |

حبة كاملة

الحبوب الكاملة (بالإنجليزية: Whole grain)‏ هي حبوب الغلات الزراعية التي تحتوي على السويداء والجنين والنخالة عكس الحبوب المعالجة والتي تحتوي على السويداء فقط.
تعتبر الحبوب الكاملة جزء من الحميات الغذائية الصحية وتتكون من الكربوهيدرات والعديد من المغذيات والألياف، يساعد تناول الحبوب الكاملة على تقليل خطر العديد من الأمراض.

## الأنواع
مصادر الحبوب الكاملة:

### حبوب شائعة
قمح:(قمح وحيد الحبة،قمح ثنائي الحبة،حنطة،قمح طوراني،قمح صلب)
رز:(أرز كامل)
شعير:(مقشور لكن غير معالج)
ذرة
شوفان
شيلم مزروع

### حبوب ثانوية
دخن
سورغم
أثب طيفي
شيقم
أرز بري
خرفار كناري
دمع أيوب

### حبوب كاذبة
قطيفة (نبات)
حنطة سوداء
حنطة تترية
كينوا

## وصلات خارجية
- Article from BBC news
- Definition of Whole Grain نسخة محفوظة 23 أغسطس 2006 على موقع واي باك مشين.
- Tips For Preventing Insulin Resistance
- U.S. FDA Guidance on Whole Grain Label Statements (Draft)